# Магнус Петерссон
Магнус Петерссон  (швед. Magnus Petersson, 17 червня 1975) — шведський лучник, олімпійський медаліст.

## Виступи на Олімпіадах
| Олімпіада    | Дисципліна | Місце |
| ------------ | ---------- | ----- |
| Атланта 1996 | особисті   | 2     |
| Атланта 1996 | командні   | 6     |
| Сідней 2000  | особисті   | 4     |
| Сідней 2000  | командні   | 6     |
| Афіни 2004   | особисті   | 23    |
| Афіни 2004   | командні   | 9     |
| Пекін 2008   | особисті   | =19   |

## Зовнішні посилання
- Досьє на sport.references.com [Архівовано 9 листопада 2012 у Wayback Machine.]